# 47 roninów (film 2013)
47 roninów – amerykański film przygodowy fantasy z 2013 roku w reżyserii Carla Erika Rinscha z Keanu Reevesem w roli głównej. Fabuła filmu oparta jest na XVIII-wiecznej japońskiej historii o grupie samurajów, którzy pomścili śmierć swojego Pana. Wydarzenie to znane jest jako Zemsta rōninów z Akō.

## Fabuła
XVIII-wieczna Japonia. Pan Kira, urzędnik z dworu shoguna wraz z czarownicą Mizuki zabijają księcia Asano, żeby przejąć władzę nad księstwem. Więżą również córkę władcy, a trzystu jego samurajów zostaje wypędzonych z prowincji Akō. Jakiś czas później jeden z nich – Oishi, zbiera grupę 47 roninów (samurajów bez pana), by zemścić się na Kirze. Dołącza do nich były niewolnik, pół Brytyjczyk, pół Japończyk – Kai.

## Obsada
- Keanu Reeves – Kai
- Hiroyuki Sanada – Oishi
- Kō Shibasaki – Mika
- Tadanobu Asano – pan Kira
- Min Tanaka(inne języki) – daimyō Asano
- Jin Akanishi – Chikara
- Masayoshi Haneda – Yasuno
- Hiroshi Sogabe – Hazama
- Neil Fingleton – Lovecraftian Samurai
- Takato Yonemoto – Basho
- Hiroshi Yamada – Hara
- Shu Nakajima – Horibe
- Cary-Hiroyuki Tagawa – siogun Tsunayoshi
- Rinko Kikuchi – Mizuki
- Yorick van Wageningen – kapitan
- Rick Genest – Savage

## Produkcja
W grudniu 2008 roku wytwórnia Universal Pictures ogłosiła, że zamierza zrealizować film z Keanu Reevesem w roli głównej. Produkcję zaplanowano pierwotnie na 2009 rok. W listopadzie rozpoczęto rozmowy z reżyserem Carlem Erikiem Rinschem, dla którego miał to być pierwszy pełnometrażowy film. Scenariusz na podstawie XVIII-wiecznej japońskiej opowieści stworzyli: Chris Morgan i Hossein Amini, autorzy scenariusza do Szybkich i wściekłych: Tokio Drift.
W grudniu 2010 roku wytwórnia ogłosiła, że film zostanie wyprodukowany w technologii 3D. Pomiędzy marcem a kwietniem 2011 r. do obsady dołączyło pięciu japońskich aktorów: Hiroyuki Sanada, Tadanobu Asano, Rinko Kikuchi, Kou Shibasaki i Jin Akanishi, którzy według magazynu Variety mieli dodać filmowi autentyczności. Na jego produkcję przeznaczono aż 170 mln dolarów, pomimo tego, że reżyser nie miał wcześniej doświadczenia z podobnymi projektami. The Hollywood Reporter uznał to za bardzo ryzykowny pomysł. Zdjęcia rozpoczęły się 14 marca 2011 r. w Budapeszcie, następnie ekipa filmowa przeniosła się do Shepperton Studios w Wielkiej Brytanii i do Japonii. Ostatecznie zdjęcia zakończyły się pod koniec sierpnia 2012 r. w Londynie.

## Odbiór

### Box office
Przy budżecie szacowanym na 175 mln,  film zarobił w Stanach Zjednoczonych i Kanadzie ponad 38 mln USD. W innych krajach przychody wyniosły ponad 113, a łączny przychód blisko 152 miliony dolarów.

### Krytyka w mediach
Film spotkał się z negatywną reakcją krytyków. W serwisie Rotten Tomatoes 15% z 84 recenzji jest pozytywne, a średnia ocen wyniosła 4,21/10. Na portalu Metacritic średnia ocen z 21 recenzji wyniosła 28 punktów na 100.